# Джиммі Геган
Джиммі Геган (англ. Jimmy Hagan, 21 січня 1918, Вашингтон, Англія — 26 лютого 1998) — англійський футболіст, що грав на позиції нападника. Виступав за національну збірну Англії. По завершенні ігрової кар'єри — тренер.
Триразовий чемпіон Португалії (як тренер). Володар Кубка Футбольної ліги (як тренер).

## Клубна кар'єра
У дорослому футболі дебютував 1935 року виступами за команду клубу «Дербі Каунті», в якій провів три сезони, взявши участь у 30 матчах чемпіонату.
1938 року перейшов до клубу «Шеффілд Юнайтед», за який відіграв 20 сезонів. Завершив професійну кар'єру футболіста 1958 року виступами за цей клуб.

## Виступи за збірну
1948 року дебютував в офіційних матчах у складі національної збірної Англії. Провів у складі «трьох левів» один матч.

## Кар'єра тренера
Розпочав тренерську кар'єру відразу ж по завершенні кар'єри гравця, 1958 року, очоливши тренерський штаб клубу «Пітерборо Юнайтед».
1962 року став головним тренером команди «Вест-Бромвіч Альбіон», тренував клуб з Вест-Бромвіча шість років.
Згодом протягом 1970—1973 років очолював тренерський штаб клубу «Бенфіка».
1976 року прийняв пропозицію попрацювати у клубі «Спортінг». Залишив лісабонський клуб 1977 року.
Протягом 2 років, починаючи з 1978, був головним тренером команди «Боавішта».
1979 року був запрошений керівництвом клубу «Віторія» (Сетубал), де пропрацював до 1980 року.
Протягом тренерської кар'єри також очолював команду клубу «Ештуріл-Прая», який став його останнім місцем тренерської роботи і головним тренером команди якого Геган був протягом 1973–1975 і з 1981 по 1982 рік.

## Досягнення

### Як тренера
- Чемпіон Португалії:

«Бенфіка»: 1970—1971, 1971—1972, 1972—1973
- Володар Кубка англійської ліги:

«Вест-Бромвіч Альбіон»: 1965—1966